# Lake Forest (Illinois)
Lake Forest város az USA Illinois államában, Lake megyében. Lakosainak száma 19 367 fő (2020. április 1.).

## Népesség
A település népességének változása:
| Lakosok száma | 877  | 20 059 | 19 375 | 19 367 |
|               | 1880 | 2000   | 2010   | 2020   |